# Нимме (Мартна)
Ни́мме (ест. Nõmme küla) — село в Естонії, у волості Ляене-Ніґула повіту Ляенемаа.

## Населення
Чисельність населення на 31 грудня 2011 року становила 6 осіб.

## Історія
З 1998 року село відновлено як окремий населений пункт.
До 21 жовтня 2017 року село входило до складу волості Мартна.